# Конец (часть древнерусского города)

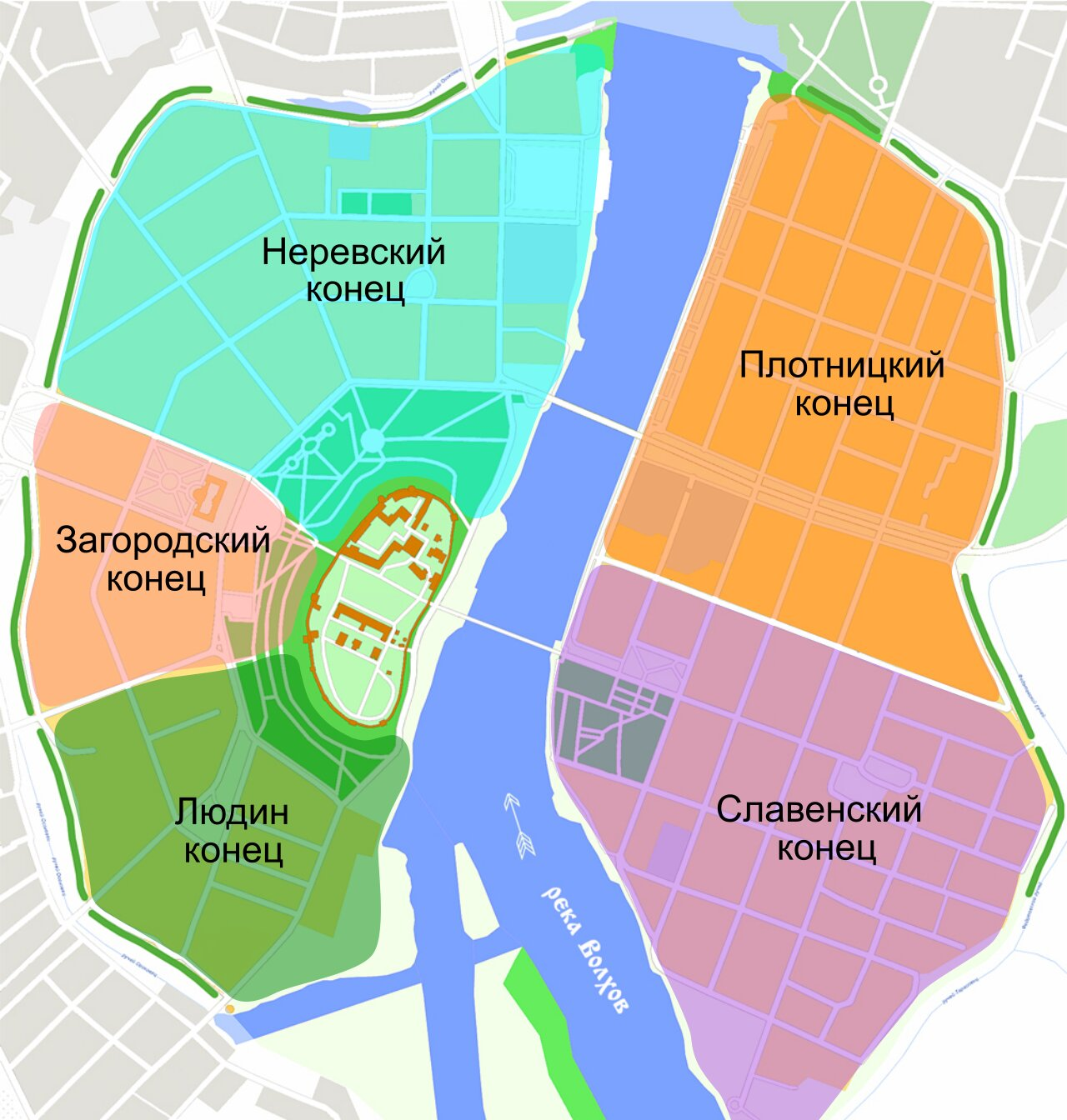
Концы Великого Новгорода

Конец — в Древней Руси наименование части города, как правило, внутри окольного города. По мнению некоторых историков, концы были самостоятельными общинами с внутренним управлением, выборными должностями и кончанским вечем.

## Примеры
- Киев: Копырев конец
- Новгород: Загородский конец, Людин конец, Неревский конец, Плотницкий конец, Славенский конец
- Псков: Богоявленский конец, Боловинский конец, Городецкий конец, Космодемьянский конец, Опочецкий конец, Остролавицкий конец, Смердий конец, Торговый конец
- Смоленск: Крылошевский конец, Пятницкий конец
- Старая Русса: Емецкий конец, Васильев конец, Егорьевский конец, Ильинский конец, Никольский конец, Троицкий конец